# Nieuwe Robbengat
Het Nieuwe Robbengat is een vaarwater ten zuidwesten van Lauwersoog en ten noorden van de Ballastplaat dat deel uitmaakt van het Lauwersmeer.
Het water is van oorsprong een wadpriel dat uitkwam op het Oort. Door de afdamming van de Lauwerszee werd het daarvan afgesloten, zodat in het verbinding kwam te staan met het Vaarwater naar Oostmahorn.
Wat betreft de bevaarbaarheid bestaat het uit twee delen. Beide delen zijn van elkaar afgescheiden door middel van bakens.
- Het zuidwestelijk deel is alleen toegankelijk voor boten zonder motor, met een maximale diepgang van 4,5 meter.
- Het noordoostelijke deel is toegankelijk voor zowel vracht- als pleziervaart. Hier bevinden zich dan ook drie jachthavens, te weten:
  1. een kleine haven naast de camping, het Lauwersgat genaamd
  2. de haven van het Booze Wijf
  3. het Noordergat

Aan de meest oostelijke punt staat het gemaal Nieuwe Robbengat, dat het water van de Westpolder en de Marnewaard uitslaat.
In het oostelijke deel aan de noordzijde zijn drie strandjes voor dagrecreatie. Er tegenover ligt een twintig ha groot eiland met de naam Schoolplein. 